# Infinity (One Direction)
Infinity è un singolo del gruppo musicale britannico One Direction, pubblicato il 4 dicembre 2015 come terzo estratto dal quinto album in studio Made in the A.M..

## Descrizione
Quarta traccia dell'album, Infinity è stata composta da John Ryan, Jamie Scott e Julian Bunetta ed è stato inizialmente reso disponibile per l'ascolto da parte del gruppo il 22 settembre 2015.
Il 26 novembre 2015 gli One Direction hanno annunciato Infinity come terzo singolo dopo Drag Me Down e Perfect, cambiando tuttavia decisione il mese successivo, rivelando la loro intenzione di pubblicare History al suo posto. Il 4 dicembre 2015 Infinity è stato comunque pubblicato come singolo esclusivamente in Italia.

## Tracce
1. Infinity – 4:09

## Classifiche
| Classifica (2015)       | Posizione massima |
| ----------------------- | ----------------- |
| Australia               | 22                |
| Austria                 | 18                |
| Canada                  | 98                |
| Canada (digital)        | 8                 |
| Finlandia               | 12                |
| Francia                 | 24                |
| Irlanda                 | 38                |
| Italia                  | 10                |
| Nuova Zelanda           | 28                |
| Paesi Bassi             | 59                |
| Regno Unito             | 36                |
| Regno Unito (download)  | 18                |
| Regno Unito (sales)     | 18                |
| Spagna                  | 19                |
| Stati Uniti             | 54                |
| Stati Uniti (digital)   | 9                 |
| Stati Uniti (on-demand) | 6                 |
| Svezia                  | 42                |
| Svizzera                | 34                |
| Ungheria                | 5                 |